# Verchňodniprovský rajón
Verchňodniprovský rajón (ukrajinsky Верхньодніпровський район) byl rajón v Dněpropetrovské oblasti na Ukrajině. Hlavním městem byl Verchňodniprovsk a rajón měl přibližně 53 tisíc obyvatel. 

## Sídla v rajónu
- Dniprovske
- Novomykolajivka
- Verchivceve
- Verchňodniprovsk